# مايسترو (فلم)
مايسترو (بالإنجليزية: Maestro) هو فيلم سيرة ذاتية أمريكي قادم من إخراج برادلي كوبر عن حياة ليونارد برنستاين. الفيلم من بطولة برادلي كوبر، كاري موليجان، جيرمي سترونغ، مات بامر، مايا هوك وساره سلفرمان، من المقرر صدور الفيلم على منصة نتفليكس.